# Lakó Imre
Lakó Imre (Maróc, Magyarország, 1878. szeptember 7. – Győr, Magyarország, 1960. február 15.) országgyűlési képviselő, politikus és ügyvéd.

## Életútja

### Fiatalkora és a háború előtti évek
Lakó Imre 1878-ban látta meg a napvilágot a Zala vármegyei Marócon. Apja gazdatiszt volt. Az elemi iskolát Borgátán végezte, míg gimnáziumi tanulmányait Győrött, Cegléden és Budapesten végezte. A Budapesti Tudományegyetem jogi- és államtudományi fakultásán szerzett jogi diplomát, s ezt követően az ügyvédi szakvizsgát is letette. 1908-ban ügyvédi irodát nyitott Letenye városában, ahol egészen haláláig praktizált. A társadalmi élet tevékeny részeseként számos gazdaegylet és szövetkezet alapításában oroszlánrészt vállalt. Többek között alapítója volt a letenyei Hangya Szövetkezetnek és az ottani Hitelszövetkezetnek is. 1910-ben házasságot kötött Folly Ilonával az Andrássy család letenyei tiszttartójának leányával, akit a maga korában a Mura mentén csak a "virágok édesanyjaként" emlegettek, mivel kertészete és virágai országos hírnévre tettek szert.

### Az első világháborúban
Az első világháború idején az orosz fronton szolgált századparancsnokként, ahol kétszer is megsebesült. Háborús érdemeire való tekintettel a bronz Signum Laudisszal tüntették ki. A leszerelését követően a nagykanizsai 20-as honvéd gyalogezrednek létesített olyan kertgazdaságot, amely egészen a háború befejezéséig képes volt ellátni a jelentős létszámú nagykanizsai katonaságot.

### A háború után
A háborút követő zűrzavaros időkben nemzetőrcsapatával rendet teremtett a dél-zalai falvakban, ahol meglehetősen elszaporodtak a fosztogató bűnbandák. Miután helyreállt a rend, ismét visszatért a kulturális közéletbe. Könyvtárakat alapított, autóbuszjáratokat szervezett az eldugott kis falvakból a városokba, továbbá a földreform és házhelyakció során is felbecsülhetetlen érdemeket szerzett magának.

### Politikai pályafutása
Habár mindvégig óvakodott az országos politikától, 1922-ben mégis tagja lett a második magyar Nemzetgyűlésnek. Alsólendván választották meg pártonkívüliként a Keresztény Nemzeti Egyesülés Pártjának jelöltjével, Túri Bélával szemben. A népi politika szószólójaként elsősorban gazdasági kérdésekkel foglalkozott, továbbá a vízügyi bizottság munkájában is aktív szerepet vállalt.